# مهرجان الثقافة اليهودية في كراكوف

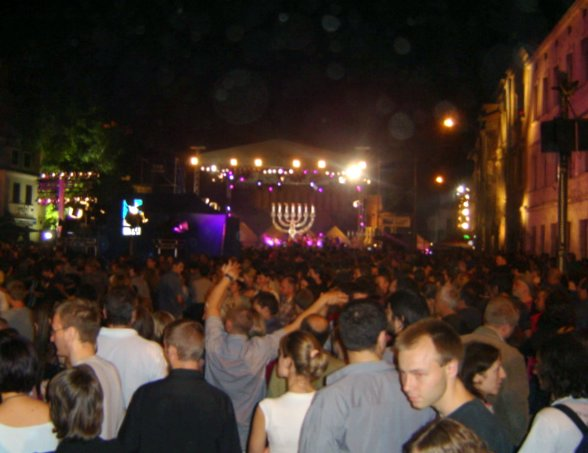

## مهرجان الثقافة اليهودية فيكراكوف
مهرجان الثقافة اليهودية في كراكوف (اسم المهرجان باللغة البولندية: Festiwal Kultury Żydowskiej w Krakowie ،وفي اللغة اليديشية: ייִדישער קולטור-פֿעסטיוואַל אין קראָקע) هو حدث ثقافي سنوي ينظم منذ عام 1988 في منطقة يهودية من كازيميرز (جزء من كراكوف) من قبل جمعية مهرجان الثقافة اليهودية برئاسة يانوش ماكوش Janusz Makuch))، مفتونًا بكل ما هو يهودي. الهدف الرئيسي للمهرجان هو تثقيف الناس حول الثقافة والتاريخ والديانة اليهودية، التي ازدهرت في بولندا قبل الهولوكوست (المحرقة اليهودية من قبل النازيين)، بالإضافة إلى تعريفهم بالثقافة اليهودية الحديثة التي تطورت بشكل غالب في الولايات المتحدة وإسرائيل وأخيرًا لتوفير الترفيه.
يقام المهرجان في أواخر حزيران أو أوائل تموز ويستغرق تسعة أيام، من السبت إلى الأحد. خلال ذلك الوقت يتم تنظيم الحفلات الموسيقية والمعارض والمسرحيات والمحاضرات وورش العمل والرحلات وما إلى ذلك. أهم الحفلتين: الحفلة الافتتاحية يوم الأحد الأول، والحفل الختامي يوم السبت الأخير من المهرجان. يحدث الأول عادة في واحد من سبعة معابد يهودية في كازيميرز ويتميز بموسيقى كانتورال؛ يقام هذا الأخير دائمًا في الهواء الطلق في Ulica Szeroka))  الشارع الرئيسي في الجزء اليهودي من Kazimierz كازيميرز، ويتميز بموسيقى klezmer. فيما بينهما، هناك العديد من الحفلات الموسيقية، عادةً مع بعض الاختلافات في موسيقى كليزمير.
توفر ورش العمل فرصة للتعرف على المطبخ اليهودي التقليدي والرقص والموسيقى والخط والجوانب الأخرى للثقافة اليهودية. يتم تدريس المزيد عن الثقافة اليهودية، وكذلك الموضوعات المتعلقة بالهولوكوست، في العديد من المحاضرات. كما يتم تنظيم معارض للفن اليهودي، خاصة الورقية.
برنامج المهرجان يتضمن أيضا جولات في المعابد والمقابر كازيميرز بالإضافة إلى حقبة النازية  كراكوف غيتو السابق في منطقة قريبة من بيودقرز Podgórze.
خلال المهرجان يُدعى الوثنيون أيضًا لمشاهدة الصلوات اليهودية أو المشاركة فيها في المعبد اليهودي.
يجمع مهرجان الثقافة اليهودية بين فنانين من الثقافة اليهودية من جميع أنحاء العالم - فرق موسيقية وعازفون منفردون وجوقات موسيقية وعازفون لموسيقى الجاز ومعلمون للرقص. يروج المهرجان لمجموعة متنوعة من الأنماط المختلفة للموسيقى اليهودية: أغنية الكنيس، والحسيدية، والكلاسيكية، والفلكلورية اليهودية - تحظى بشعبية كبيرة بكليزمير - كراكوف في الوقت الحاضر -. بالنسبة للبولنديين.
يعتبر هذا الحدث وسيلة للترويج للثقافة اليهودية وتكريم المجتمع الذي كان يعيش في بولندا، على الرغم من أن العديد من اليهود قد شعروا بالإهانة بسبب تسويق الثقافة اليهودية البولندية. «يجادل آخرون بأن هناك شيئًا أعمق يحدث في بولندا حيث تلتئم البلاد من الجروح المزدوجة للسيطرة النازية والشيوعية.»
إنه أحد الأحداث الثقافية السنوية الرئيسية في بولندا وأحد أكبر مهرجانات الثقافة اليهودية في العالم. عادة ما يشمل الفنانون والفنانين المرتبطين بالمهرجان: بنزيون ميلر (Benzion Miller)، ويعقوب ستارك (Yaakov Stark)، وديفيد كراكوير (, David Krakauer)، وفرانك لندن (Frank London)، وليوبولد كوزوفسكي (Leopold Kozłowski)، ومايكل ألبرت (Michael Alpert)، وثيودور بيكل (Theodore Bikel)، وبول برودي (Paul Brody)، وغيرهم الكثير. يقود الرقصات اليهودية ستيفن وينتراوب.
أنظر أيضا
- Culture of Kraków
- Events in Krakow
- Taube Foundation for Jewish Life & Culture

·        Festival of Jewish Culture in Warsaw
·        Jewish culture
ملاحظات
1.      ^ a b Smith, Craig S. (12 July 2007). "In Poland, a Jewish Revival Thrives — Minus Jews". The New York Times. Krakow. Retrieved 17 March 2012.
المراجع
- Jewish Culture Festival official website
- Jewish Culture Festival official website
- 10 حقائق عن الثقافة اليهوديّة[https://www.fikra4.club/2021/01/10.html]
- The New York Times article on Jewish Culture Festival
- Poland's New Jewish Question. Ian Buruma on the Jewish revival in Poland.
- In Krakow, a "Jewish Woodstock." International Herald Tribune.